# Мао Мао: Хероји чистог срца
Мао Мао: Хероји чистог срца (енгл. Mao Mao: Heroes of Pure Heart) америчка је анимирана телевизијска серија творца Паркера Симонса за Cartoon Network. Копродукција између Cartoon Network Studios-а и Titmouse-а, премијера је била 1. јула 2019. године. Српска премијера серије била је 6. августа 2021. године на HBO Go. Српску синхронизацију радио је студио Sinker Media.

## Радња
Заробљени у долини где је све преслатко, херојски мачак, његов партнер јазавац и неодољиви шишмиш чувају мештане од зла.

## Улоге
| Улога       | Оригинални глас   | Српски глас            |
| ----------- | ----------------- | ---------------------- |
| Мао Мао     | Паркер Симонс     | Никола Немешевић       |
| Слађана     | Лика Лонг         | Михаела Стаменковић    |
| Баџерблопс  | Грифит Киминс     | Стеван Пиале           |
| Чабам       | Томи Блача        | Милан Тубић            |
| Кечап       | Дебра Вилсон      | Марија Стокић          |
| Орангузмија | Кристофер Макалох | Бранислав Јевтић       |
| Краљ        | Паркер Симонс     | Владимир Марковић Луни |
| Пинки       | Грифит Киминс     | Милош Анђелковић       |